# Юридична колізія
Юриди́чна колі́зія — (лат. collisio — зіткнення) — розбіжність або суперечність між нормативно-правовими актами, що регулюють одні й ті ж або суміжні правовідносини, а також між компетенцією органів влади.
У правознавстві питання про юридичні колізії традиційно пов'язують з проблемою неузгодженостей правової системи. У теорії держави і права це поняття розглядається значно ширше. Юридична колізія — це протиріччя між існуючим правовим порядком і намірами і діями щодо його зміни.(Ю. А. Тихомиров).
Поняття юридичної колізії є ключовим для розуміння всіх системних протиріч у праві. У ньому відбивається насамперед суперечність між існуючими правовими актами та інститутами, правопорядком в цілому, а також діями щодо їх зміни, визнання або відторгнення.
Можна сказати, що юридична колізія — це спірне правовідношення, що мають суб'єктивну природу і виникають головним чином внаслідок помилок законодавця, передусім порушень правил формальної логіки.

## Причини появи юридичних колізій
Юридичні колізії, як правило, зумовлюються цілим рядом причин. Причини існування колізій характеризуються як сукупність умов, що мають об'єктивний та суб'єктивний характер.
Об'єктивними причинами існування колізій є суперечливість розвитку економічних відносин, недосконалість визначення статусу суб'єктів політичних відносин та невизначеність статусу держави як суб'єкта політичних та правових відносин.

Коло суб'єктивних причин є більш широким, що зумовлюється рівнем удосконалення законодавства, що є результатом практичної діяльності певних суб'єктів.
Серед основних причин такого роду називають:
1. недосконалу якість сучасного законодавства, що відображається у його суперечності та невідповідності правилам законодавчої техніки;
2. недостатню системність нормативно-правових актів, що засновується на непослідовності;
3. низький рівень «розчистки» законодавства, що супроводжується дією одночасно нових та вже скасованих нормативних актів;
4. недосконалість термінології нормативного масиву, що викликає труднощі правозастосовчої практики;
5. наявність великої кількості нормативно-правових актів, що регламентують рівнопорядкові суспільні відносини. Достатньо наголосити на тому, що з дня проголошення незалежності України парламентом було прийнято приблизно 609 актів вищої юридичної сили (станом на 2006 рік) та незліченна кількість нормативних документів підзаконного характеру.
6. відсутність повної реалізації принципу гласності у законодавчій сфері;
7. невизначеність повноважень суб'єктів владних відносин, що призводить до порушення принципу розподілу влади та втручання в нормотворчу діяльність інших державних структур;
8. специфіка правового регулювання окремих відносин
9. низький рівень професійної культури юристів, що призводить до незнання нормативного масиву;

Таким чином, причини існування колізій у правовій сфері характеризують їх наявність в законодавстві будь-якої держави. Однак саме їх кількість та наявність обґрунтованих шляхів подолання колізій і свідчить про рівень ефективності національного законодавства.

## Види юридичних колізій
Вчені ведуть мову про існування у сфері правового регулювання двох видів неузгодженостей (суперечностей): матеріальних та формальних.

Матеріальні неузгодженості в правовій системі мають об'єктивну природу і пов'язані насамперед із впливом на право зовнішніх (неюридичних) чинників. Прикладами таких суперечностей є неузгодженості між нормами права і суспільними відносинами, які вони покликані регулювати. Так, через природний динамізм соціальних відносин право може відставати від суспільного життя, а може випереджати його. Досить поширеними є також суперечності між нормами права та іншими соціальними нормами (моральними, релігійними та звичаєвими нормами). Наприклад, норми права можуть вимагати певної поведінки, яка є неприйнятною для віруючих деяких конфесій (так, у деяких державах свідок перед його допитом у суді має присягнутися на Біблії). Усунути всі ці неузгодженості просто неможливо.

Формальні неузгодженості — це суперечності усередині правової системи, які мають суб'єктивну природу і зазвичай виникають унаслідок інтелектуальних помилок суб'єктів права, порушень правил юридичної техніки. Формальні суперечності призводять до порушень цілісності, внутрішньої узгодженості та єдності правової системи.
Для позначення формальних суперечностей здебільшого використовуються терміни юридична колізія або колізія в праві. 

Багатоманітність та неоднозначність правових колізій зумовлює необхідність їх класифікації.

I. Залежно від правових форм діяльності, під час здійснення яких виникають юридичні колізії, можна говорити про:
- колізії в правозастосуванні (колізії між різними правозастосовними актами, колізії між нормативно-правовими актами і правозасто-совними актами);
- колізії між різними правовими нормами законодавства (колізії в правотворчості)Це можуть бути і суперечності між законодавством та іншими джерелами права;
- колізії між окремими актами тлумачення (колізії між нормативно-правовими актами і актами тлумачення, колізії між правозастосовними актами і актами тлумачення);
- колізії між іншими елементами правової системи (наприклад, колізії між юридичною наукою і юридичною практикою).

II. За характером причин, що породжують колізії, розрізняють:
- правові колізії, що виникають внаслідок розвитку самих суспільних відносин (рівень економічного розвитку, розвинутість інститутів громадянського суспільства, наявність інститутів демократії);
- правові колізії, що є наслідком дії суб'єктивних факторів (можливість знаходження соціального компромісу, боротьба за політичну владу, рівень правової культури населення, наукова обґрунтованість законодавства).

III. За юридичною силою нормативних актів, що вміщають колізуючі норми (вертикальні колізії):
- колізії норм національного законодавства та нормміжнародного права;
- колізії норм національного законодавства.

Стаття 9 Конституції України. «Чинні міжнародні договори, згода на обов'язковість яких надана Верховною Радою України, є частиною національного законодавства України.» Цим породжуються колізії першого випадку.

Колізії між нормами національного законодавства мають місце у процесі застосування різних за юридичною силою норм, тому можливими є наступні колізії:

1) між нормами конституції та конституційних законів;

2) між нормами конституції та звичайних законів;

3) між нормами конституційних та звичайних законів;

4) між нормами кодифікаційних та некодифікаційних актів;

5) між нормами законодавства федеративної держави та її суб'єктів;

6) між нормами законодавства суб'єктів федерації;

7) між нормами законів та підзаконних актів;

Вирішення проблем подолання колізій у національному законодавстві потребує прийняття нових ефективних, і скасування старих та малодієвих законів

IV. Колізії, що існують між нормами, які є рівними за юридичною силою (горизонтальні колізії). Вони виявляються між приписами, які:
- містяться в одній статті нормативного акта;
- містяться в різних статтях одного нормативного акта;
- містяться в різних нормативно-правових актах.

V. Колізії між структурними елементами норм права виявляються у формі колізій між гіпотезами, диспозиціями та санкціями правової норми, підкреслюючи складну структуру правового припису. Такі колізії усуваються лише шляхом внесення змін до статті нормативного акта.

VI. За субстанціональним характером колізії виникають внаслідок протиріччя між нормами, що вміщуються у нормативно-правових актах, та нормами, що вміщуються в акті тлумачення. Як правило, ці колізії виникають внаслідок неправомірного звужувального чи розширювального тлумачення та усуваються лише шляхом скасування інтерпретаційних норм.

VII. За суб'єктами правового регулювання поділяють:
- колізії юридичного статусу осіб;
- колізії компетенції юридичних органів;
- колізії статусу громадських об'єднань;
- колізії в нормах, що визначають повноваження посадових осіб.

Саме ці колізії призводять до невиправданого втручання суб'єктів, наділених владними повноваженнями, в компетенцію інших органів, що призводить до узурпації влади.
Таким чином, правові колізії є різновидом соціальних протиріч, які виявляються у правовій сфері та значно знижують ефективність правового регулювання.

## Співвідношення понять «Юридична колізія» та «Конкуренція правових норм»
Варто зауважити, що поняття колізії досить активно досліджується у правовій
доктрині. Що ж до конкуренції правових норм, то досліджень у межах загальної теорії права
проведено не так багато. Попри це, правовою доктриною все ж вироблені деякі визначення
даного поняття. «Конкуренція» це свого роду суперництво, боротьба за досягнення більших вигод, переваг, а «колізія» як зіткнення
протилежних сил, інтересів, прагнень. Ключовою ознакою колізії для її відмежування
від конкуренції правових норм є саме протилежність, як явище, що характеризує повне
розходження двох порівнюваних феноменів. Конкуренція правових норм такою ознакою
не володіє та полягає у існуванні двох або більше правових норм, що регулюють один і
той самий аспект правовідносин і не перебувають у формі протилежності чи істотної
відмінності між собою з огляду на юридичні наслідки.

«У колізії знаходяться норми, які суперечать одна одній, для колізій характерна наявність декілька норм, які відрізняються за змістом одна від одної. При конкуренції норм ніякої колізії не може бути. Зазначимо, що конкуренція — це складніше явище, ніж колізія. У ній переплітаються питання факту з питанням права…» — стверджує Письменний Д. П.

«Від колізій правових норм слід відрізняти їх конкуренцію, коли дві, три і більше норм регулюють одне і те ж коло споріднених суспільних відносин і не суперечать одна одній, та наділені різним ступенем конкретизації, деталізації, об'єму і т. д. Це, як правило, норми різної юридичної сили, рівня, які виходять від нерівнозначних правотворчих органів. У таких випадках норми дійсно якби конкурують між собою і це, в принципі, є нормально. Негативним же і, безумовно, небажаним явищем виступають саме колізії, коли стикаються один з одним не просто неузгоджувані, але нерідко взаємовиключні приписи.» -зазначає Матузов Н. І.

## Колізії в праві
Один з найпоширеніших видів юридичних колізій — це колізії в праві.

Вони часто можуть бути охарактеризовані як дефекти в праві, тобто як порушення, деформації логіко-структурної побудови і розвитку системи права та його елементів. До дефектів у праві, крім колізій, відносять також зайве дублювання норм права, прогалини у праві, нераціональне розташування правових норм, логічну недосконалість правових конструкцій тощо. Зрозуміло, що боротьба з цими недоліками є одним із важливих завдань, що стоїть перед суб'єктами правотворчості (народ, Верховна Рада України, Верховна Рада АРК, Президент України, Кабінет Міністрів України, міністерства і відомства, місцеві органи влади і управління).

Колізії в праві у свою чергу можуть бути поділені на:
1. колізії в законодавстві (тобто колізії між нормами права, закріпленими в законодавстві);
2. колізії між нормами, закріпленими в законодавстві, та нормами, закріпленими в інших джерелах права (суперечності між законодавством та правовими звичаями, нормативно-правовими договорами, правовими прецедентами);
3. колізії між нормами права, закріпленими не в законодавстві (суперечності між правовими прецедентами).

З огляду на те, що законодавство є основною формою вітчизняного права, саме колізії у законодавстві виступають найпоширенішим різновидом колізій в праві України. Тому саме вони знаходяться в центрі уваги вчених і практиків.

## Колізії в законодавстві
Чинному законодавству, як і будь-якій іншій системі, властива певна неузгодженість.
Одним з видів такої неузгодженості є формальні, або внутрішні неузгодженості — суперечності всередині правової системи.
Колізії в законодавстві є різновидом юридичних колізій, що виникають за наявності розбіжності (зокрема, суперечності) між реально або формально-чинними нормами права, які закріплені в законодавстві і регулюють однакові фактичні відносини.

Для українського законодавства найпоширенішими є темпоральні, ієрархічні та змістовні колізії.
Темпоральна (часова) колізія — це колізія, що виникає внаслідок видання в різний час з того самого питання принаймні двох норм права.
Загальним колізійним темпоральним принципом, що використовується для подолання таких колізій, є правило, згідно з яким наступний закон з того ж питання скасовує дію попередніх.

Ієрархічні (субординаційні) колізії виникають тоді, коли на врегулювання одних фактичних відносин претендують норми, що знаходяться на різних щаблях в ієрархічній (вертикальній) структурі законодавства і тому мають різну юридичну силу.
Загальний колізійний принцип, який використовується для подолання ієрархічних колізій, звучить так: у разі суперечності застосовуються норми, що мають більш високу юридичну силу.
Подолання ієрархічних колізій неможливе без з'ясування ієрархічної (вертикальної) структури законодавства України. Ця структура визначається юридичною силою нормативних актів, яка, у свою чергу, залежить від місця, що посідають органи, які видають ці акти, в механізмі держави. Місце акта в ієрархічній структурі законодавства визначається також специфічним змістом самого джерела права, що відрізняє його від інших актів, прийнятих тим самим правотворчим органом. Колізії між нормами національного законодавства і нормами ратифікованих Верховною Радою України міжнародних договорів вважаються різновидом ієрархічних колізій і повинні вирішуватися на користь міжнародних договорів (крім колізій норм міжнародних договорів з нормами Конституції України).

Змістовні колізії- це колізії, що виникають внаслідок часткового збігу обсягів їх регулювання, обумовленого специфікою суспільних відносин.
Специфіка цих колізій пов'язана з поділом норм права на загальні, спеціальні та виняткові. Загальні норми права, як відомо, поширюються на рід відносин у цілому; спеціальні діють тільки в межах визначеного виду відносин і встановлюють для нього певні особливості порівняно із загальним правилом; виняткові (які є особливим різновидом спеціальних норм права) встановлюють зовсім інший порядок, ніж загальні норми.
Змістовні колізії випливають з цілей законодавця відбити особливості врегулювання специфічних відносин у спеціальних нормах. Іншими словами, об'єктивною причиною цієї колізії є, як правило, специфіка правового регулювання окремих відносин.

При конкуренції загальних і спеціальних (виняткових) норм необхідно керуватися принципом: спеціальний або винятковий закон скасовує дію загального.

## Способи зменшення колізійності законодавства
Способи зменшення колізійності законодавства — це конкретні прийоми, засоби і процедури їх попередження, подолання та усунення.
Подолання колізій — це їх переборення в конкретному випадку в процесі правозастосування. В сучасній юридичній літературі обґрунтовують можливість існування трьох основних способів подолання юридичних колізій. Один з них має нормативно-правовий, другий — процедурно-правовий, третій — превентивно-правовий характер. Завданням першого способу є вдосконалення права як системного утворення, завданням другого є діяльність спеціальних органів держави по подоланню колізій, а завданням третього є недопущення можливості виникнення колізій на практиці.

Основними способами подолання є видання колізійних норм, тлумачення закону і застосування правоположень. Вони утворюють колізійний механізм, що повинен включати всі перелічені вище способи і давати можливість у конкретному випадку зменшити шкідливий вплив прорахунків і недбалості законодавця.
Основними способами подолання є видання колізійних норм і тлумачення закону і застосування правоположень. 

Попередження колізій у законодавстві- заходи, що дозволяють запобігати появі колізій ще на стадії підготовка, прийняття і введення в дію нормативних актів до набуття ними чинності. Важливе значення для попередження колізій має суворе додержання правил законодавчої техніки, наприклад, послідовне узгодження проектованих норм із системою чинних норм права.

Усунення колізій у законодавстві — заходи, що дозволяють зняти колізії взагалі. Основним способом їх усунення є нормоворчість.

Превентивні засоби попередження колізій:
- діяльність суб'єктів у межах закону чи наданої компетенції;
- попередня експертна оцінка нормативних актів та визначення напрямків їх узгодження;
- систематизація законодавства з метою виявлення протирічних норм;
- інвентаризація підзаконних нормативних актів, їх чіткий облік;
- виокремлення залежності ефективності норм від їх непротирічності;
- наукове дослідження проблем юридичної конфліктології;
- чітке визначення повноважень суб'єктів правозастосування;
- нормативне визначення статусу актів офіційного тлумачення та їх ієрархії;
- нормативне закріплення різноманітних юридичних процедур;
- визначення найоптимальніших способів співвідношення національного та міжнародного права.

Способи вдосконалення законодавства:
- вияв у системі законодавства актів, що протирічать та прийняття замість них нового акту;
- відміна одного із актів, які протирічать;
- розробка та прийняття колізійних норм;
- приведення у відповідність до вимог суспільного розвитку тих нормативних актів, що мають тривалу історію функціонування;
- розробка механізмів та їх закріплення правом, що надають можливість подолати конфлікт;
- нормативне закріплення процедури подолання конфліктів;
- шляхом прийняття конституційного закону визначити ієрархію нормативно-правових актів та способи подолання протирічностей у їх положеннях;
- нормативне закріплення на галузевому рівні особливостей колізій, що існують на галузевому рівні та можливостей їх усунення;
- підвищення якості законодавства з точки зору його системності та непротирічності;
- підвищення рівня та якості професійної підготовки юристів.

Наявність вищезазначених способів підкреслює важливість проблеми колізійного права та визначає наявність оптимальних шляхів недопущення та подолання колізій.